# Gladys Swetland
Gladys Swetland, född 18 april 1892 Potter County Pennsylvania, död 14 december 2005, ansågs vara en av de äldsta registrerade i världen.